# Kvicksilver(II)klorid

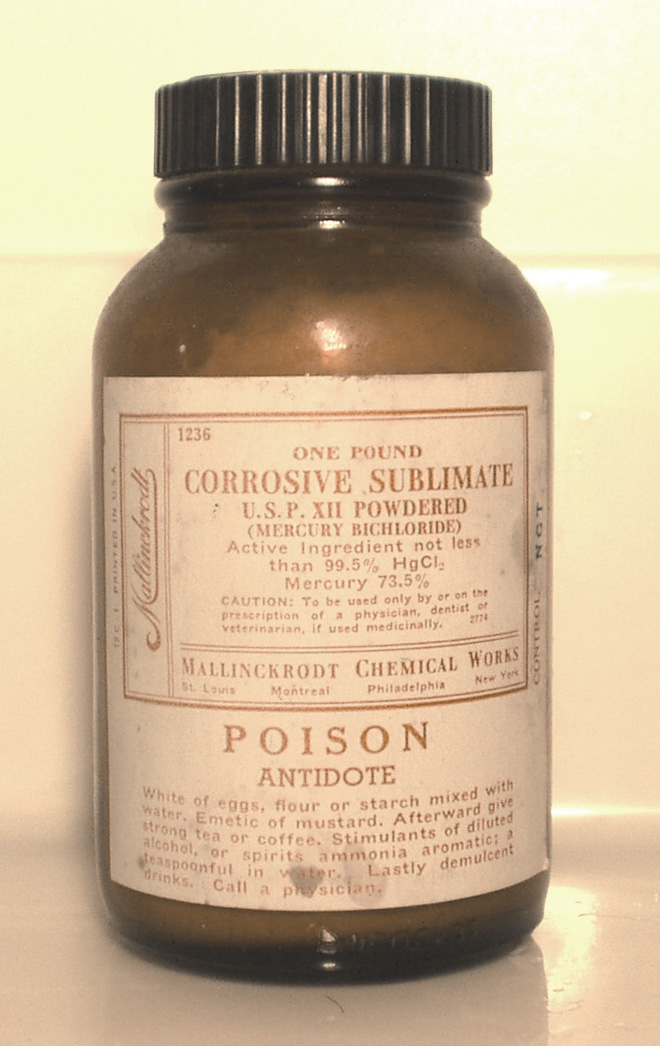
Kvicksilverdiklorid användes under 1800-talet som medicin mot syfilis.

Kvicksilver(II)klorid är en kemisk förening av kvicksilver och klor med formeln HgCl2.

## Egenskaper
Till skillnad från många andra klorider är kvicksilver(II)klorid inte någon jonförening, utan en linjär molekyl med tre atomer.

## Framställning
Kvicksilver(II)klorid kan framställas genom att hälla saltsyra i en kokande lösning av kvicksilver(I)-salt, till exempel nitrat.
{\displaystyle {\rm {HgNO_{3}+2\ HCl\rightarrow HgCl_{2}+H_{2}O+NO_{2}}}}

## Användning

### Katalysator
Kvicksilver(II)klorid används som katalysator vid tillverkningen av vinylklorid av acetylen.
{\displaystyle {\rm {C_{2}H_{2}+HCl\ {\xrightarrow {HgCl_{2}}}\ CH_{3}Cl}}}
Den användningen har minskat eftersom vinylklorid numera tillverkas genom krackning av 1,2-dikloretan

### Amalgam
Kvicksilver(II)klorid kan bilda amalgam med metaller som aluminium och zink. Dessa metaller skyddas normalt av ett oxidlager, men som amalgam blir de mottagliga för reaktioner som annars inte skulle ha varit möjliga.

### Framkallning
Kvicksilver(II)klorid användes på 1800-talet vid framkallning av kollodiumnegativ för att öka kontrasten i bilderna.

### Konservering
På 1800-talet och i början av 1900-talet bevarades museiföremål, biologisk vävnad och andra känsliga föremål genom att doppas i eller penslas med HgCl2-lösning. I USA användes det också för att impregnera järnvägssliper.

### Medicin
Innan penicillinets genombrott användes kvicksilver(II)klorid som medicin mot syfilis under namnet Sublimat. Förgiftningssymptomen var så vanliga att de misstogs som symptomen på sjukdomen.

### Desinfektion
I början av 1900-talet användes kvicksilver(II)klorid för desinfektion av bland annat järnvägsvagnar och offentliga toaletter.